# کاترین لو
کاترین لو (انگلیسی: Katrin Loo؛ زادهٔ ۲ ژانویهٔ ۱۹۹۱) بازیکن فوتبال اهل استونی است.
از باشگاه‌هایی که در آن بازی کرده‌است می‌توان به باشگاه فوتبال فلورا تالین اشاره کرد.
وی همچنین در تیم‌های ملی فوتبال Estonia women's national under-19 football team و Estonia women's national football team بازی کرده‌است.